# دينار كلنتاني
الدينار الكلنتاني هو عملة تصدرها حكومة ولاية كلنتان الماليزية والتي يُزعم أنها متوافقة مع مفهوم الدينار الذهبي الإسلامي. يأتي الدينار الكلنتاني في شكل عملات معدنية من عدة فئات. سَكّت هذه العملات المعدنية أول مرة في عام 2006 ماريواسا كرافتانجان من كوالا كانغسار، فيرق، وهو منتج محلي للهدايا التذكارية ونسخ من الأشياء الفنية والثقافية أطلقتها ولاية كلنتن في 20 سبتمبر 2006. اقترحت حكومة كلنتن أن تتمتع العملات المعدنية بوضع الغطاء القانوني، وبيع الدينار الصادر عن الدولة بسرعة، إذ رأى العديد من المشترين أن الدينار الذهبي خيار أفضل من النقود الورقية.
ومع ذلك، أنكرت الحكومة الفيدرالية الماليزية في كوالالمبور أن يكون للدينار الكلنتاني صفة الغطاء القانوني، مشيرة إلى أن المشترين تعرضوا للتضليل من حكومة كلنتن. العملة الوحيدة التي تعتبر قانونية في كلنتن هي الرينغيت الماليزي. وفقًا للدستور الماليزي، الجدول التاسع، القائمة الأولى، الفقرة الفرعية 7.أ، لا يحق لولايات ماليزيا إصدار العملات المعدنية. في الواقع، كانت الحكومة الفيدرالية قد أعلنت بالفعل علنًا في عام 2006، ردًا على الخطة التي أعلنتها حكومة كلنتن وقبل سك أي من العملات المعدنية، أن حكومات الولايات لا يمكنها إصدار عملاتها الخاصة.

## إصدار العملات الذهبية والفضية لولاية كلنتن عام 2010
حصلت دار سك العملة الإسلامية العالمية في أبو ظبي في الإمارات العربية المتحدة، على تصريح من حكومة ولاية كلنتن لسك العملات المعدنية الجديدة من هذه السلسلة.
الفئات المسكوكة حتى الآن هي كما يلي:
- الفضة — 1 درهم، 2، 5، 10، و20 درهمًا.
- الذهب – 1/2 و1 دينار، 2 و5 و8 دنانير.

يظهر على الوجهين حرف واحد باللغة العربية داخل إطار زخرفي.
يصور الجزء الخلفي من هذه القطع شعار النبالة الكلنتاني الكامل.
بِيعت هذه العملات المعدنية في كلنتن اعتبارًا من 12 أغسطس 2010، لكن الرينغيت الماليزي يظل الغطاء القانوني الوحيد.
في 25 أغسطس 2011، تعاملت حكومة كلنتن مع جمع وتوزيع الزكاة من الناس بالدينار والدرهم في كلنتن في احتفال عام أقيم تحت إشراف رئيس الوزراء داتو نك عبد العزيز نك مات.